# Tchabal Mbabo
Tchabal Mbabo – góra w Afryce, jeden ze szczytów Kamerunu. Jej wysokość to 2460 m n.p.m. Znajduje się w górach Gotel i jest najwyższym punktem Regionu Adamawa.